# Anthurium oxystachyum
Anthurium oxystachyum är en kallaväxtart som beskrevs av Thomas Bernard Croat. Anthurium oxystachyum ingår i släktet Anthurium och familjen kallaväxter. Inga underarter finns listade.